# Die Braut haut ins Auge
Die Braut haut ins Auge war eine ausschließlich weiblich besetzte deutsche Rock- und Popband, die 1990 in Hamburg gegründet wurde. Ihre Texte waren meist deutschsprachig, einige Lieder wurden auf Englisch gesungen. Musikalisch wurde die Band der Hamburger Schule zugeordnet.

## Geschichte
Die Band wurde 1990 von Bernadette Hengst, Peta Devlin, Karen Dennig, Barbara Haß und Katja Böhm gegründet. 
Die Band litt unter Startschwierigkeiten, da sich kein Label für sie interessierte. Die erste, selbstbetitelte Doppel-Single konnte nur durch die finanzielle Unterstützung von Freunden erscheinen. Ihre musikalischen Vorbilder waren The Liverbirds, eine britische Girl-Beatband der 1960er Jahre, die ehemals auch im Hamburger Star-Club aufgetreten waren. 1994 konnte die Frauen-Band ihr ebenfalls selbstbetiteltes Debütalbum über Sony BMG Music Entertainment veröffentlichen. Nach der Veröffentlichung verließ Barbara Haß die Band. Ohne zweite Gitarristin wurde 1995 das Werk Was nehm ich mit? veröffentlicht. Anschließend tourte die Band unter anderem durch Deutschland und Amerika. 1997 spielten Die Braut haut ins Auge auf dem größten russischen Rockfestival in Sankt Petersburg. 1999 erschien das Album Pop ist tot.
1999 beschloss die Band, sich aufzulösen. Zum Abschluss wurde 2000 ein Livealbum namens +1 auf der Gästeliste herausgebracht, das alle relevanten Lieder der Band vereinigte. Es erschien auf Hengsts eigenem Label B. H. Records. Von April bis Mai 2000 fand die Abschiedstournee statt.
Bernadette La Hengst begann nach Auflösung der Band eine Solokarriere, Peta Devlin spielte bei Cow und Oma Hans.

## Diskografie

### Alben
- 1994: Die Braut haut ins Auge (LP & CD)
- 1995: Was nehm ich mit? (LP & CD)
- 1998: Pop ist tot (CD)
- 2000: +1 auf der Gästeliste (LP & CD)

### Singles
- 1991: Die Braut haut ins Auge (7" Doppel-Single)
- 1994: Alles was mir fehlt (CD-Single)
- 1994: Der langweiligste Junge der Welt (CD-Single / Promo)
- 1995: Ist sie ein Magnet? (CD-Single / Promo)
- 1998: Wenn du gehst (CD-Single)
- 1998: Pop ist tot (CD-Single)